# حروب إسرائيل السرية
حروب إسرائيل السرية: تاريخ أجهزة الاستخبارات الإسرائيلية (المعروف أيضًا باسم حروب إسرائيل السرية: التاريخ غير المروي للاستخبارات الإسرائيلية ) هو كتاب صدر عام 1991 بقلم إيان بلاك وبيني موريس عن تاريخ أجهزة الاستخبارات الإسرائيلية من فترة اليشوف حتى نهاية الثمانينيات، وقد تم تحديثه في عام 1994 ليشمل فترة حرب الخليج .
يستكشف الكتاب دور الاستخبارات السرية والأنشطة السرية في الحركة الصهيونية قبل إعلان الدولة ويستكشف التاريخ العملياتي والسياسي لجميع وكالات الاستخبارات الإسرائيلية الثلاث الكبرى أمان (الاستخبارات العسكرية)، والموساد (الاستخبارات الأجنبية والعمليات السرية)، والشين بيت (الأمن الداخلي). 
يقول جون سي كامبل، في مقال كتبه في مجلة الشؤون الخارجية، وهي مجلة مجلس العلاقات الخارجية، إن الكتاب "لا يمكن أن يكون التاريخ النهائي، ولكنه أقرب ما يمكن أن نصل إليه وهو جيد بشكل خاص في إظهار مدى أهمية هذه الوكالات ومدى ارتباطها الوثيق بمصير الأمة".

## روابط خارجية
- النص الكامل متاح في أرشيف الإنترنت
- معاينة محدودة للطبعة المحدثة لعام 1994 على Google Books
- حروب إسرائيل السرية في دار غروف للنشر